# Met Office
Le Met Office (originellement une abréviation de Meteorological Office mais maintenant son nom officiel) est le service national britannique de météorologie. Son quartier-général est situé à Exeter dans le comté de Devon au Royaume-Uni. Connu également sous le vocable de UKMET, ce service est présent dans tous les territoires britanniques comme à Gibraltar et aux îles Malouines (Falklands) en plus des îles britanniques.
Le Met Office est membre de l'Organisation météorologique mondiale, du Centre européen de prévision météorologique à moyen terme, d'EUMETSAT et du GIE Eumetnet. Le Directeur général est Penelope Endersby depuis 2018.

## Histoire
Le service fut fondé en 1854 comme une petite section du Board of Trade (Chambre de commerce), sous la houlette de Robert FitzRoy, pour le service à la navigation. La perte du navire Royal Charter ses 459 passagers et membres d'équipage au large d'Anglesey dans une violente tempête en octobre 1859 a conduit au développement du service de prévision et d'avertissements maritimes transmis par un réseau de 15 stations côtières aux navires en mer. Le nouveau télégraphe a permis une diffusion rapide des alertes et a également conduit au développement d'un réseau d'observation qui pourrait ensuite être utilisé pour fournir une analyse synoptique.
Le service prend le nom de Met Office en 1861 et son rôle est d'émettre des prévisions météorologiques aux journaux. FitzRoy a demandé les tracés quotidiens du barographe à l'Observatoire royal de Kew (inventé par Francis Ronalds) pour l'aider dans cette tâche et répand ensuite divers instruments météorologiques dans son réseau d'observation. La publication des prévisions a cessé en mai 1866, après la mort de FitzRoy, mais a recommencé en avril 1879. À sa mort, le Met Office est passé sous le contrôle de la Royal Society.
Après la Première Guerre mondiale, le Met Office est devenu une partie du ministère de l'Air en 1920. En raison du besoin d'informations météorologiques pour l'aviation, le service a localisé nombre de ses stations météorologiques aux aérodromes de la Royal Air Force (RAF), ce qui explique encore aujourd'hui le grand nombre d'aérodromes militaires mentionnés dans les bulletins météorologiques. En 1936, le Met Office a formé une section indépendante pour la Royal Navy.
Les techniques de prévision ont fait un grand bond en avant en 1922 lorsqu'un scientifique du Met Office, Lewis Fry Richardson, a publié un travail révolutionnaire sur la façon d'utiliser les mathématiques et la physique pour simuler l'atmosphère mais il faudra des décennies pour le concrétiser dans la prévision numérique du temps. Le Met Office a acheté son premier ordinateur en 1959 et les premières solutions numériques ont commencé six ans plus tard, le 2 novembre 1965.
Le Met fut transféré au ministère de la Défense en 1964, dont il est devenu en 1990 une agence exécutive, avec le statut de « Trading fund (en) » en 1996, ce qui lui donna une large autonomie budgétaire. À la suite d'une réorganisation gouvernementale, le Met Office est devenu une partie du département des Affaires, de l'Innovation et des Compétences le 18 juillet 2011, puis une partie du département des Affaires, de l'Énergie et des Stratégies industrielles à la suite de la fusion avec le département de l'Énergie et du Changement climatique le 14 juillet 2016,.
Bien que ne faisant plus partie du Ministère de la Défense, le Met Office maintient des liens étroits avec les forces armées grâce à ses bureaux de première ligne dans les bases de la RAF et de l'armée au Royaume-Uni ainsi qu'à l'étranger, et de son implication dans le Joint Operations Meteorology and Oceanography Center (JOMOC) avec les Royal Marines. La Mobile Met Unit (MMU) est une unité composée de membres réservistes de la RAF au Met Office qui accompagnent les unités avancées en temps de conflit.
Le Met a déménagé de ses anciens bureaux de Bracknell dans le Berkshire vers Exeter en 2003.

## Mission et structure
Le Met Office fournit des services à de nombreux départements du gouvernement central dont les départements des transports et de la santé, au public et utilisateurs spécialisés comme les agriculteurs, la recherche scientifique liée entre autres au changement climatique, etc..
En plus du quartier-général, le Met Office a quelques centres spécialisés :
- Le Joint Centre for Mesoscale Meteorology (JCMM) à l'université de Reading dans le Berkshire pour la recherche de méso-échelle (phénomènes de moins de 20 kilomètres de diamètre) ;
- Le Joint Centre for Hydro-Meteorological Research (JCHMR) à Wallingford dans l'Oxfordshire pour le recherche hydrométéorologique ;
- Bureaux de service ou de prévision dans les bases de la Royal Navy et de la Royal Air Force ;
- Un centre de prévision à Aberdeen et des bureaux à Gibraltar et aux îles Malouines ;
- Le Flood Forecasting Centre (FFC), une société en participation avec le Environment Agency (en), prévoyant les inondations et basée au Centre des Opérations à Exeter.

## Types de prévisions
- Son plus vieux service est la prévision aux navigateurs, diffusée sur BBC Radio 4, est toujours d'un intérêt primordial pour la sécurité des navires. Ce service de prévision fait même partie du folklore, des livres et des chansons ayant été écrits à son sujet.
- Le Met Office est l'un des deux centres mondiaux pour les prévisions aériennes à longue portée, appelés World Area Forecast Centre ou WAFC. Le Met Office est WAFC Londres et l'autre est le centre de Kansas City (Missouri), États-Unis d'Amérique (WAFC Washington). Ces deux centres produisent des cartes de vents, températures, nuages et cendres volcaniques autour du globe en collaboration avec les centres nationaux d'autres pays.
- Il produit les prévisions et avertissements météorologiques pour le public.
- Le Met Office utilise son superordinateur du Hadley Centre for Climate Prediction and Research pour rouler un modèle de prévision numérique du temps appelé  Unified Model. Ce modèle produit aussi bien des prévisions journalières que des prévisions pour la simulation des changements climatiques. En mode opérationnel (premiers 10 jours), différentes configurations sont utilisés pour le court et le long terme, et ce, plusieurs fois par jour.
- Il produit également un modèle de dispersion des polluants appelé NAME. Il fut originellement développé pour les accidents nucléaires après la catastrophe de Tchernobyl en 1986, mais maintenant utilisé pour la prévision de la qualité de l'air.

## Charte graphique
Outre l'inversion de couleur noir/blanc, pour le texte « Met Office », lorsque le logo est sur un fond noir (ou foncé), le logo est décliné selon deux aspects :

L'aspect standard, pour un usage sur le site web, les tatouages (watermarks) sur les images...
Un format compact carré, notamment utilisé comme image de profil sur Facebook ou Twitter.

## Directeurs
- Robert Henry Scott 1867-1900
- Napier Shaw 1905–1920
- Oliver Graham Sutton 1954–1965
- Basil John Mason 1965–1983
- John T. Houghton 1983–1991
- Julian Hunt 1992–1997
- Peter Ewins 1997–2004
- David Peter Rogers (en) 2004–2005
- Mark Hutchinson 2005–2007
- John Hirst (en) 2007–2014
- Rob Varley (en) 2014–2018
- Penelope Endersby (en) 2018–